# Osvaldo Golijov
Osvaldo Golijov (La Plata, 5 de diciembre de 1960) es un compositor argentino de música clásica.  

## Biografía
Osvaldo Golijov tiene muchas influencias en su estilo composicional, que refleja sus orígenes multiculturales. Nació y creció en La Plata, Argentina en el seno de una familia judía que había emigrado de Rumania y Rusia en los años 20. De niño, Golijov aprendió yidis.
La madre de Golijov era profesora de piano y su padre era médico. Golijov tuvo contacto con la música de cámara, música litúrgica judía, el klezmer y el nuevo tango de Astor Piazzolla.  Estudió piano en el conservatorio de La Plata y composición con Gerardo Gandini. 
En 1983 Golijov se mudó a Israel donde estudió con Mark Kopytman en la Academia Rubin de Jerusalén.  En Israel profundizó en su conocimiento con las tradiciones musicales mezcladas de Jerusalén.  
En 1986 se mudó a los Estados Unidos y obtuvo un PhD de la Universidad de Pensilvania, donde estudió con el compositor estadounidense George Crumb. Trabajó como ayudante en la cátedra de Tanglewood mientras estudiaba con Lukas Foss y Oliver Knussen. 
Golijov ha recibido recientemente el premio de la Fundación MacArthur y otros premios como compositor. Ha trabajado como compositor permanente en varias universidades estadounidenses, para el festival de Ravinia en Chicago y otros festivales de música.  Actualmente es compositor permanente de la Orquesta Sinfónica de Chicago.
Es profesor de música en College of the Holy Cross en Worcester, Massachusetts desde 1991. También enseña en Conservatorio de Boston. Vive con su familia en Newton, Massachusetts.
En 2009 recibió el Diploma al Mérito de los Premios Konex por su trayectoria como compositor en la última década en Argentina.
Hincha de Estudiantes de La Plata.[cita requerida]

## Obras Principales
En 2000, Golijov y los compositores Sofía Gubaidúlina, Tan Dun, y Wolfgang Rihm recibieron de la Internationale Bachakademie Stuttgart el encargo de escribir piezas en conmemoración de Johann Sebastian Bach. La contribución de Golijov fue La Pasión según San Marcos.
También compuso y arregló obras para el Kronos Quartet y el St. Lawrence String Quartet. Ha trabajado a menudo con la directora coral venezolana María Guinand, el clarinetista Klezmer y clásico David Krakauer, y la soprano estadounidense Dawn Upshaw, quien interpretó la premier de su última ópera: Ainadamar. Ha compuesto para el filme de Francis Ford Coppola, Youth without youth, y compone para la próxima película de Coppola: Tetro.
Golijov ganó dos Premios Grammy en 2007, por Ainadamar en las categorías Mejor grabación de ópera y Mejor composición clásica contemporánea.

### Óperas
- Ainadamar, ópera en tres escenas con libreto de David Henry Hwang sobre la actriz Margarita Xirgu y el poeta Federico García Lorca.

## Enlaces relacionados
- Sitio web del compositor Osvaldo Golijov
- Notas y grabaciones en http://www.allmusic.com/

- Datos: Q701257
- Multimedia: Osvaldo Golijov / Q701257